# Casa Alcántara
La Casa de Alcántara fue un edificio de estilo colonial antiguamente ubicado en el centro histórico de Lima. El edificio habría estado ubicado en la esquina de los Jirones de la Unión y Conde de Superunda, antiguamente Calle de Palacio y Calle del Correo respectivamente.

## Historia
El edificio primitivo data de los inicios de la fundación de la ciudad. Perteneció a don Francisco Martin de Alcántara, hermano materno de Francisco Pizarro, de quien la casa tomó el nombre. Tras la muerte de este, la propiedad paso a su mujer, Inés Muñoz de Ribera, la que posteriormente tras su muerte lo legó al Monasterio y Convento de la Limpia y Purísima Concepción, posteriormente Hacia el año 1950 la propiedad fue comprada por el estado.
Fue destruida por los múltiples terremotos que asotaron la ciudad a lo largo de su historia y reconstruida a lo largo del tiempo para su uso comercial, Ya que los ingresos de esta hiban directamente a las arcas de Monasterio de la Concepción.

## Descripción
Las primeras imágenes de la casa que aun se conservan son de mediados y finales del siglo XVIII, en estas acuarelas podemos observar, que la casa tenía un color amarillo, su balcón de cajón esquinero era de un color verde oscuro, contaba con vidrios, similares a los de la Casa del Oidor, y la parte superior similar a los de la Casa de Torre-Tagle, pero mucho menos ornamentado, en el primer piso contaba con unas ventanas enrejadas típicas de casa limeña, igualmente similares a las del mencionado Palacio de Torre-Tagle. En el lateral que daba hacia la calle correo, contaba en la parte superior con más balcones barrocos, quizás a más tardar a mediados del siglo XIX, ya se encontraban en el primer piso pulperías, Sin embargo de esta casa no hay muchas imágenes.
Las pocas fotos que hay de la casa son finales del siglo XIX y principios del siglo XX, en las fotografías más antiguas todavía se puede obsevar la casa virreinal del siglo XVIII, sin embargo en el primer piso ya no se encontraban las ventanas enrejadas, en su lugar se hallaban, una pulpería esquinera entre las ya mencionadas calles de Correo y Palacio, además de otros negocios, siendo el primer piso de uso comercial. Para la Era del guano y el salitre, en la cual la ciudad fue reformada por la época de bonanza del país, podemos observar en las fotos de la plaza mayor, que la casa contaba con nuevo balcón de cajón esquinero de estilo neoclásico, similar a los de Casa Beltrán, pero únicamente en la esquina, ya que en ambos laterales de Calle Correos y Palacio, En la parte superior la casa contaba con 5 balcones rasos a cada lado.

## Destrucción
Para el siglo XX la casa se encontraba en intregas condiciones, sin embargo, en el año 1952, el entonces alcalde Eduardo Dibos Dammert, destruyó la propiedad con la intención de crear 2 plazuelas gemelas, La Plaza Pizarro y la Plaza Castilla, esta última estaría ubicada en la Casa del Oidor, sin embargo la obra no se llegó a concretar por falta de presupuesto.
Es así que la histórica casona fue demolida en su totalidad para albergar una Plazuela donde se colocaria una estatua en honor a Francisco Pizarro, estatua que se mantuvo en esta Plaza por muchos años, y actualmente se encuentra en el Parque de la Muralla.
En lo que fuera el Lateral de la Calle Palacio, se encuentra la Galería Pizarro, y en el lateral de Calle Correo se encuentra el Edificio Pizarro, de carácter comercial en el primer piso, y en los 6 pisos restantes, de carácter residencial, aunque también hay muchas oficinas de empresas privadas.